# ZDF besseresser
ZDFbesseresser (alternative Schreibweise: b/esser) ist ein 2019 gegründeter YouTube-Kanal, der vom öffentlich-rechtlichen Fernsehsender ZDF betrieben wird. Die Umsetzung des Kanals geschieht im Auftrag des ZDF durch Story House Productions. Der Kanal behandelt unterschiedliche Themen rund um das Thema Lebensmittel & Ernährung. Die Moderatoren des Kanals sind Sebastian Lege, Nelson Müller, Florian Reza und Lilly Temme. In den letzten Jahren kam es vermehrt zu Gastauftritten von Leges Mutter Ute Lege.
Am 1. Dezember 2022 startete das ZDF zusätzlich den Instagram-Kanal ZDFbesseresser, auf dem Florian Reza und Lilly Temme in Kurzvideos zum Thema Kochen zu sehen sind.

## Stil
Das Format richtet sich überwiegend an ein jüngeres Publikum. In den YouTube-Videos werden häufig Memes und Kurzvideos als Einspieler eingeblendet, des Weiteren wird häufig auf Wortspiele zurückgegriffen. Ein anderes oft verwendetes Stilmittel sind Alliterationen, mit denen auf den Thumbnails und in den Titeln der Videos das Thema kurz und prägnant wiedergegeben werden soll. Beispiele hierfür sind Torten-Totalausfall, Lausige Leberwurst, Karamell-Katastrophe, Pfirsich-Pfusch und Starbucks-Schrott.

## Formate
Der Kanal wurde anfangs mit Ausschnitten aus der ZDF-Reihe ZDFzeit bestückt, darunter aus Reihen wie die Tricks der Lebensmittelindustrie mit Sebastian Lege, Wie gut ist...?, No-Name oder Marke? oder der Lebensmittelreport mit Nelson Müller. Die Erstausstrahlung im deutschen Fernsehen dieser Sendungen reicht teils bis in das Jahr 2013 zurück. Nachdem anfänglich speziell für den Kanal geschnittene Kurzfassungen der ZDFzeit Reihe auf dem Kanal hochgeladen wurden, wird der Kanal mittlerweile aus einem Mix von originären YouTube-Formaten und Ausschnitten aktueller ZDF-Sendungen rund um das Thema Lebensmittel & Ernährung bespielt, u. a. Lege packt aus (ZDFinfo), BesserEsser – Das Duell oder aus ZDF-Sendungen wie plan b oder WISO.
Mit dem Video Hafermilch hausgemacht: Sebastian macht Oatly oder Alpro ganz einfach nach erlangte der Kanal Anfang 2020 erstmals größere Aufmerksamkeit und in der Folge steigende Abonnentenzahlen.
Mit Beginn der COVID-19-Pandemie startete ein erstes originäres YouTube-Format Einfach! Täglich! Mitkochen!, das im Restaurant Schote in Essen gedreht wurde. Im Herbst 2020 startet mit b/esser challenge ein weiteres Format, dem in der Zwischenzeit weitere gefolgt sind. Alle originären YouTube-Formate sind auch in der ZDFmediathek abrufbar.
In der folgenden Tabelle sind die auf dem YouTube-Kanal hochgeladenen Formate auf Grundlage der Playlists des Kanals aufgelistet:
| Name                                                                     | Erstveröffentlichung auf YouTube              | Anzahl der Folgen auf YouTube          |
| ------------------------------------------------------------------------ | --------------------------------------------- | -------------------------------------- |
| Nelson Müller deckt auf                                                  | 26. September 2019                            | 87                                     |
| Sebastian Lege enthüllt die Tricks der Lebensmittelindustrie             | 24. September 2019                            | 74                                     |
| Sternekoch Nelson Müller kocht für dich                                  | 19. Dezember 2019                             | 34                                     |
| Einfach! Täglich! Mitkochen! – B/esser durch die Krise mit Nelson Müller | 24. März 2020                                 | 29                                     |
| plan b                                                                   | 26. Oktober 2020                              | 4                                      |
| b/esser challenge                                                        | 29. Oktober 2020 (ältestes verfügbares Video) | 31 (zwei nicht mehr verfügbar auf YT)  |
| Lege packt aus                                                           | 4. Februar 2021 (ältestes verfügbares Video)  | 38 (sechs nicht mehr verfügbar auf YT) |
| 5 Tricks                                                                 | 5. Juli 2021                                  | 6                                      |
| b/esser Insider (b/esser Talk)                                           | 27. September 2021                            | 16 (drei nicht mehr verfügbar auf YT)  |
| Food Fahnder                                                             | 30. Mai 2022                                  | 4                                      |
| Food Stories                                                             | 13. Juni 2022                                 | 8                                      |
| BesserEsser Duell                                                        | 6. August 2022                                | 3                                      |

(Stand: 2. Oktober 2022) Quelle:

## Rezeption
Nachdem das ZDF schon seit 2013 mit den TV-Ausstrahlungen der Dokumentationen, auf dem eine Großzahl der ZDFbesseresser-Videos basieren, regelmäßig überdurchschnittliche Quoten auf dem Sendeplatz der ZDFzeit-Reihe einfährt, kann auch der YouTube-Kanal mit 600.000 Abonnenten und insgesamt über sechzig der 380 Videos mit mehr als einer Million Aufrufe (Stand: 14. August 2023) Erfolge verbuchen.
Alexander Krei vom Medienmagazin DWDL.de bezeichnet die b/esser challenge als „eine Art „Kitchen Impossible“ für Anspruchslose“ und schreibt über Sebastian Lege und Florian Reza:
„Das Zusammenspiel zwischen beiden Protagonisten soll vermutlich lustig gemeint sein, wirkt in den meisten Fällen aber bestensfalls [sic] wie das halbgare Bühnenprogramm eines mittelprächtigen Nachwuchskomikers. […] „Der haut hier einen raus wie beim Laientheater“, sagt Sebastian Lege in der Neapolitaner-Folge über Flo. Streng genommen trifft seine Feststellung jedoch tragischerweise auf die gesamte Sendung zu, die, wann immer sie interessant zu werden droht, schlagartig ins Lächerliche kippt.“
Annika Mittelbach von der Recklinghäuser Zeitung spricht der b/esser challenge hingegen „eine Empfehlung sowohl zur Unterhaltung als auch zu einer bewussteren Ernährungsweise“ aus.
Das Magazin Kaisergranat analysierte eine Folge des Kanals im Artikel „Wie Sebastian Lege seine Zuschauer austrickst“ und attestierte eine fehlende fachliche Korrektheit. Im Vordergrund stehe das Entertainment. Die Sendung stelle dauerhaft das Industrieprodukt als minderwertig dar, ohne das fachlich valide begründen zu können. Das Narrativ der Sendung sei an vielen Stellen verzerrt und irreführend.